# Les Traqués
Pour plus de détails, voir Fiche technique et Distribution.
Les Traqués ou Fuite et Poursuite - Ne faite confiance à personne (en anglais Crash Kids: Trust No One, soit « Crash enfants - confiance à personne »), est un téléfilm d’action allemand, réalisé par Raoul Heimrich (de) et diffusé en 2007. Le film se déroule en Allemagne et est tourné en langue allemande.

## Synopsis
Depuis la mort de sa mère et la disparition de son père, Mike Camber est un bon garçon qui vit avec son oncle en Allemagne. Vincent, un trafiquant de drogue vole une voiture destinée à la casse et appartenant à Achmed, placé en conditionnelle. Vincent passe chercher son ami Mike Camber. Vincent se moque de Mike, qui écrit toujours à son père sans jamais recevoir de réponses. Ils sont repérés par la police qui les poursuit. Mike perd le contrôle de la voiture qui s'écrase dans un camion. Vincent parvient à s’enfuir. Il est arrêté et est faussement accusé mais refuse de dénoncer Vincent, qui conseille à Mike de réduire son temps d’emprisonnement à six mois en allant dans la prison « La forteresse des loups » au lieu des deux ans. La forteresse est une prison pour mineurs qui a des méthodes éducatives militaires et qui est dirigée d'une main de fer par le professeur Schmidt. Mike fait la connaissance de Timmy et de Robert, qui fait tabasser Mike par son gang. Les gardiens interviennent et emprisonnent Mike. Mike tombe amoureux de Marion, une jeune délinquante, et tous les deux découvrent que Schmidt fabrique de l'ecstasy dans un laboratoire clandestin de la prison. Le directeur veut leur mort. Mike et Marion s'évadent, mais la police locale, et même son ami Vincent, sont impliqués dans ce trafic de drogue. Schmidt détient la mère de Marion et oblige celle-ci à travailler pour lui. Robert tue Timmy. Vincent essaie de tuer Mike et Marion. Sur la course, avec nulle part où aller, trahi par ses amis, Mike se tourne vers la seule personne à qui il peut faire confiance, et qu'il connaît à peine : Camber, son père, qui travaille pour la brigade américaine des stupéfiants.

## Fiche technique
- Scénario : Matthias Herbert
- Photographie : Jörg Lawerentz
- Durée : 90 min
- Pays :  Allemagne
- Budget: €1 000 000

## Distribution
- Daniel Buder (de) Mike Camber
- Milena Karas (de) : Marion (Miu), une détenue
- Kieron Freigang : Vincent (Werner)
- Thomas Anzenhofer : Camber (Père de Mike)
- Joachim Paul Assböck (de) : Commissaire Müller
- Jim Boeven (de) : Docteur Schmidt
- Rüdiger H.C. Schönborn : Robert (Norbert), un détenu
- Chris Schultz : Timmy, un ami de la prison
- Stefan Weinert (de) : un Commissaire
- Dean Baykan : Achmed
- Markus Dietz : Oncle